# 意地悪ばあさんのうた
『意地悪ばあさんのうた』（いじわるばあさんのうた）は、青島幸男の6枚目のシングル。作詞・みおたみずほ、作曲・JOSEPH LIEBMAN。1968年5月にクラウンレコード（現在の日本クラウン）から発売された。
本項では『意地悪ばあさんのうた』と同じ旋律で歌詞を変更したテレビアニメ『いじわるばあさん』（第1作）の主題歌『いじわるマーチ』についても解説する。

## 解説
長谷川町子の4コマ漫画『いじわるばあさん』を原作に、青島本人が主演した読売テレビ製作の日本テレビ系テレビドラマ『意地悪ばあさん』の主題歌。このドラマはモノクロ放送だったが、ジャケットでは青島演じる主人公の波多野タツが「べろべろばー」のポーズを取って挑発するカラー写真が使用されている。B面曲は『ウマイ話って無いもんだね』。
2番の歌詞に（笠置シヅ子の『買物ブギー』と同様に）ろう者を指す差別用語とされる「ツンボ」という単語が含まれているため、カラオケの一部機種や歌詞検索サービスではこの部分を伏せ字にする場合がある。こうした事情や、読売テレビ版の放送終了から12年後の1981年にフジテレビが1967年版と同様に青島の主演で製作したリメイク版（ドラマ第3作）『意地悪ばあさん』の主題歌でスラップスティック（ボーカル担当は古谷徹）が歌う『意地悪ばあさんのテーマ』（作詞/作曲・森雪之丞）の方が何度もカバーされるなど有名なこと、また（『サザエさん』をはじめとする他の長谷川町子原作の映像作品の多くに共通する事情として）DVDなどの映像ソフト化やCSなどでの再放送が一切行われていないこともあって、本曲は『意地悪ばあさんのテーマ』に比べるとあまりかえりみられていない。

### いじわるマーチ
『いじわるマーチ』は、1970年から1971年にドラマ第1作と同じ読売テレビの製作で放送された日本テレビ系テレビアニメ『いじわるばあさん』（第1作）の主題歌である。ドラマ主題歌『意地悪ばあさんのうた』の旋律を転用して滝田順が新規に歌詞を付けたもので、子役歌手のサトー・ベベが歌唱していた。
同じくサトー・ベベが歌唱したエンディング曲の『さすらいのいじわるゲリラ』（作詞/作曲・南雲修治）はレコードが日本フォノグラム（フィリップス・レコード）から発売されており、アニメ主題歌を集めた各種のコンピレーション・アルバムにも収録されているが、『いじわるマーチ』はレコードの製造が確認されておらず、作品自体もドラマと同様に映像ソフト化されていない（断片的なものでは『読売テレビ50年社史』の付録DVDに第1話の本編部分の一部が収録されているが、オープニング・エンディングは収録されていない）。

## CD
2011年に、青島幸男のクラウン所属時代の他のシングルと合わせてMEG-CDによる復刻盤（CRMEG-10151）が発売されている。

### 収録アルバム
『意地悪ばあさんのうた』は以下のアルバムに収録されている。
- 明日があるさ/青島幸男作品集 日本クラウン編（日本クラウン、2001年） - トラック10に収録。
- SHOW WA! ギャグ・ジャンボリー（PSC、2003年） - トラック2に収録。
- 青春のかけら テレビドラマ主題歌コレクション（日本クラウン、2004年） - トラック10に収録。
- テレビ探検隊シリーズ1 60's TVテーマ・コレクション（テイチクエンタテインメント、2007年） - トラック17に収録。